# Lupa zegarmistrzowska

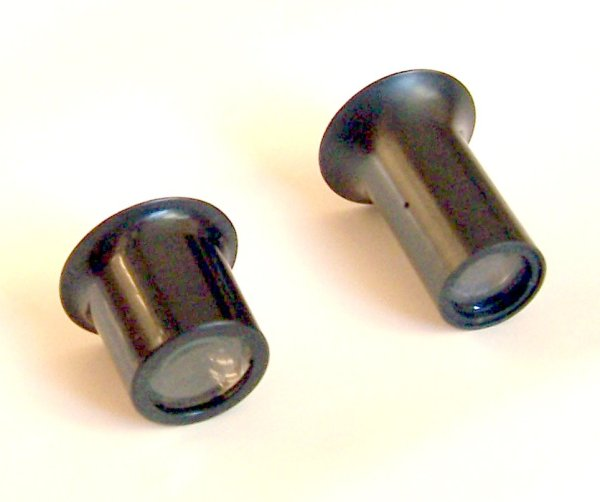
Lupy zegarmistrzowskie. Po lewej - o powiększeniu 3,5x, po prawej 7x

Lupa zegarmistrzowska - lupa używana przez zegarmistrzów w trakcie naprawiania drobnych mechanizmów. Nie zajmuje rąk w czasie pracy, ponieważ jest utrzymywana mięśniem okrężnym oka. Składa się z korpusu (najczęściej z czarnego tworzywa sztucznego lub aluminium) i soczewki lub zespołu soczewek. W korpusie zwykle jest kilka małych otworków umożliwiających przepływ powietrza przez korpus,aby zapobiec pokrywaniu się soczewek rosą. Zegarmistrz najczęściej w czasie prac montażowych posługuje się lupą o powiększeniu 3-4 x, przy  prostowaniu i układaniu włosa około 7 x, a przy sprawdzaniu czopów i kamieni 10-15 x.